# Штами SARS-CoV-2
SARS-CoV-2 — вірус, що спричинює коронавірусну хворобу 2019 (COVID-19), має кілька примітних варіантів, які вважаються особливо важливими. Вважається, що генетична послідовність WIV04/2019 є початковим варіантом вірусу, що інфікує людей, відомою як «нульова генетична послідовність».

## Клади
Хоча існує багато тисяч варіантів SARS-CoV-2, виділяють великі групи, що називаються кладами. Запропоновано кілька різних номенклатурних клад для SARS-CoV-2.
- Станом на грудень 2020, глобальною науковою ініціативою GISAID[en] ідентифіковано сім клад SARS-COV-2 як hCoV-19[3], таких як (O, S, L, V, G, GH та GR).[4]
- Також станом на грудень 2020 Nextstrain[en] визначено п'ять клад (19A, 19B, 20A, 20B та 20C).[5]
- У статті, опублікованій в журналі International Journal of Infectious Diseases[en] у листопаді 2020 науковцями ідентифіковано п'ять глобальних клад (G614, S84, V251, I378 and D392).[6]
- Біологом Ендрю Рамбо та його колегами запропоновано термін «родовід» (lineage) у статті 2020 року в журналі Nature Microbiology[en];[7] станом на грудень 2020 було виявлено п'ять основних родоводів (A, B, B.1, B.1.1, and B.1.177).[8]

## Суттєві варіанти

### За участі N501Y
N501Y позначає заміну аспарагіну (N) до тирозину (Y) в амінокислотному положенні 501, що, на думку Агенції охорони громадського здоров'я Англії, збільшує ефективність взаємодії вірусного білка з рецептором клітини.

#### 501.V2
Варіант 501.V2, також відомий як 501.V2, 20C/501Y.V2 або родовід B.1.351, був вперше виявлений у Південно-Африканській Республіці та повідомлений Департаментом охорони здоров’я країни 18 грудня 2020 року. Дослідники та чиновники повідомили, що поширеність варіанту була вищою серед молодих людей, які не страждають на хронічні захворювання, і в порівнянні з іншими варіантами він частіше призводить до складного перебігу хвороби. Департамент охорони здоров'я Південно-Африканської Республіки також зазначив, що цей варіант може спричинити другу хвилю пандемії COVID-19 в країні через поширення швидшими темпами, ніж інші попередні варіанти вірусу.
Вчені відзначили, що варіант містить кілька мутацій, які дозволяють йому легше приєднуватися до клітин людини через наступні три мутації в рецептор-зв'язуючому домені (RBD) у шипованому глікопротеїні вірусу: N501Y, K417N та E484K. Мутація N501Y була виявлена також у Великій Британії.

#### Варіант, що викликає стурбованість 202012/01
Варіант, що викликає стурбованість 202012/01 (VOC-202012/01), раніше відомий як Перший Досліджуваний Варіант у грудні 2020 року (VUI — 202012/01), а також як родовід B.1.1.7 або 20B/501Y.V1, був вперше виявлений в жовтні 2020 року під час пандемія COVID-19 у Великій Британії за зразком, відібраним попереднього місяця. З тих пір ймовірність домінантного поширення подвоюються кожні 6,5 днів (передбачуваний інтервал між поколіннями). Це корелює зі значним збільшенням рівня зараження COVID-19 у Сполученому Королівстві. Вважається, що це збільшення є, принаймні, частково через зміну N501Y всередині рецептор-зв'язувального домену шипованого глікопротеїну, який необхідний для з'єднання з АСЕ2 в клітинах людини.

### Кластер 5
Кластер 5, який також назвали ΔFVI-шипом у Данському Державному інституті сироватки крові (SSI), був виявлений в Північній Ютландії, Данія, і, як вважають, він був поширений від норок до людей через норкові ферми. 4 листопада 2020 року було оголошено, що популяція норок в Данії буде вибраковано, щоб запобігти можливому поширенню цієї мутації та зменшити ризик нових мутацій. У семи муніципалітетах Північної Ютландії було запроваджено локдаун та обмеження подорожей, щоб запобігти поширенню мутації, яка може скомпрометувати національну чи міжнародну протидію пандемії коронавірусної хвороби 2019.
Всесвітня організація охорони здоров'я (ВООЗ) заявила, що кластер 5 має «помірно знижену чутливість до нейтралізуючих антитіл». Данський Державний інститут сироватки крові попередив, що мутація може зменшити ефект розроблених вакцин проти COVID-19, хоча навряд чи це зробить їх марними. Після локдауну та масових тестувань 19 листопада 2020 року Державний інститут сироватки крові оголосив, що кластер 5, найімовірніше, вимер.

### B.1.207
Секвенування Африканським центром передового досвіду з геноміки інфекційних хвороб у Нігерії виявило варіант із мутацією P681H, подібний до VOC-202012/01. Вперше виявлено у серпні, наслідки передачі та вірулентності незрозумілі, але Центри з контролю та профілактики захворювань у США визначили його як новий варіант. Він не має жодних інших мутацій подібних до VOC-202012/01, і станом на кінець грудня 2020 року на цей варіант припадає близько 1 % вірусних геномів, секвенсованих у Нігерії, хоча це значення може зрости. Сайт мутації сильно варіюється у коронавірусів.

### D614G
D614G — варіант, який впливає на шипований білок SARS-CoV-2. Варіант G (гліцин у положенні 614) став частіше зустрічатися під час пандемії, ймовірно, після того, як спочатку виник у Китаї, а потім поширився в Італію в січні та звідти по всьому світу. G замінив D (аспарагінову кислоту) у багатьох країнах, особливо в Європі, хоча повільніше в Китаї та решті Східної Азії, підтримуючи гіпотезу про те, що G збільшує швидкість передачі, що узгоджується з вищою концентрацією вірусу та зараженістю in vitro.
У липні 2020 року було повідомлено, що більш інфекційний варіант D614G SARS-CoV-2 став домінантною формою під час пандемії.
Глобальна поширеність D614G корелює з поширеністю втрати нюху (аносмія) як симптому COVID-19, можливо, опосередкованого вищим зв'язуванням варіанту G з рецептором АСЕ2 або вищою стабільністю білка, а отже, і більшою інфекційністю нюхового епітелію.
Віруси, що містять варіант G, вважаються частиною клади G за визначенням GISAID та клади B1 за визначенням інструментарію Філогенетичного присвоєння іменованих глобальних спалахів (PANGOLIN).

### Дельта
На червень 2021 року «Дельта» класифікований CDC як варіант, який «представляє інтерес», тобто має генетичні маркери, пов'язані зі зниженням нейтралізації антитілами, створеними в результаті перенесеного захворювання або внаслідок вакцинації, зменшенням ефективності лікування, труднощами специфічної діагностики, збільшенням заразності та тяжкості хвороби. Він виник наприкінці минулого року в Індії, загалом зареєстрований вже у 60 країнах. Абсолютно очевидно, що його заразність вище, щонайменше ніж у Альфа — варіанту дикого типу, і пік захворюваності реєструється у молодих людей 12-20 років.
Цей штам є набагато заразнішим за інші штами коронавірусу, а також має вищий показник смертності. В середньому фіксується у 2,6 рази більше важких варіантів перебігу хвороби, при цьому він більше вражає дітей, ніж попередні варіанти вірусу.

### Лямбда (лінія C.37)
У серпні 2020 року лінія C.37 вперше була знайдена в Перу. В червні 2021 року в Перу на штам «лямбда» приходилось 81 % всіх зареєстрованих в країні випадків інфікування. В Аргентині та Чилі доля «лямбди» становить близько третини.

### Мю (B.1.621)
У серпні 2021 моніторинговий список Всесвітньої організації охорони здоров'я поповнився штамом коронавірусу під іменем «Мю». Цей варіант вперше виявили на території Колумбії.

### Омікрон (B.1.1.529)
Омікрон-варіант SARS-CoV-2 (також відомий як лінія поколінь B.1.1.529) вперше ідентифікований у Ботсвані і Південно-Африканській Республіці у листопаді 2021 року, особливістю якого є велика кількість мутацій у пепломерах.